# Tomar
Tomar (antiguamente Thomar) es una ciudad portuguesa con más de 40 000 habitantes, perteneciente al distrito de Santarém, región Centro y comunidad intermunicipal de Medio Tejo. Pertenecía antiguamente a la antigua provincia de Ribatejo y aún se considera como una localidad ribatejana[¿quién?].

## Geografía
Es sede de un municipio con un área de 350,47 km² y 40 674 habitantes (2011), subdividido en once freguesias. Los municipios están limitados al norte por Ferreira do Zêzere, al este por Abrantes, al sur por Vila Nova da Barquinha, al oeste por Torres Novas y al noroeste por Ourém.
La ciudad está atravesada por el río Nabão, que es a su vez un afluente de río Cécere. Se sitúa en una de las regiones más fértiles de Portugal.

## Economía
El turismo es en la actualidad una de las actividades de primera importancia. Las visitas se centran en el Convento de Cristo, principal monumento de la ciudad que fue nombrado Patrimonio de la Humanidad por la Unesco en 1983.

## Demografía
| Gráfica de evolución demográfica de Tomar entre 1864 y 2021 |
|                                                             |
| Datos según el nomenclátor publicado por el INE portugués.  |

## Organización territorial
El municipio de Tomar está formado por once freguesias:
- Além da Ribeira e Pedreira
- Asseiceira
- Carregueiros
- Casais e Alviobeira
- Madalena e Beselga
- Olalhas
- Paialvo
- Sabacheira
- São Pedro de Tomar
- Serra e Junceira
- Tomar (São João Baptista) e Santa Maria dos Olivais

## Patrimonio
- Castillo de Tomar
- Convento de Cristo
- Acueducto de los Pegões
- Museo Fernando Lopes-Graça
- Iglesia de São João Baptista (Tomar)